# 生活困窮者自立支援法
生活困窮者自立支援法（せいかつこんきゅうしゃじりつしえんほう、平成25年12月13日法律第105号）は、生活保護に至る前あるいは保護脱却の段階での自立支援の強化に関する日本の法律である。
厚生労働省社会・援護局保護課が所管し、こども家庭庁支援局家庭福祉課と連携して執行にあたる。

## 法制定の経緯
戦後の日本では、日本国憲法第25条の「すべて国民は、健康で文化的な最低限度の生活を営む権利を有する」という理念に基き、1950年（昭和25年）に全面改正された生活保護法による生活保護制度が、国民の「最後のセーフティーネット」としての役割を果たしてきた。
1990年代のバブル経済の崩壊以降は長期的な不況が続き、経済のグローバル化にともなう非正規雇用が増加した。さらに2008年（平成20年）のリーマン・ショックによる世界金融危機に伴う非正規労働者の派遣切りや雇い止め、2011年（平成23年）に発生した東日本大震災の影響などで経済的に困窮する人々が増加し、1990年代から2010年代の長期的な経済低迷は「失われた20年」と呼ばれるに至った。そのため、減少を続けてきた生活保護受給者数が1995年頃から増加に転じた。
また、少子高齢化や晩婚化・非婚化による単身世帯の増加、一人親家庭の増加と世代間における貧困の連鎖、地縁・血縁による繋がりの希薄化（無縁社会）による社会的孤立などの問題がクローズアップされるようになった。
そうした背景をもとに、日本政府は2012年に厚生労働省社会保障審議会に「生活困窮者の生活支援の在り方に関する特別部会」を設置し、翌2013年1月25日に特別部会報告書 が提出された。
生活困窮者が「最後のセーフティネット」である生活保護受給に至る前に、予防的に「第2のセーフティネット」として支援制度が設置されることとなり、2013年（平成25年）12月13日、生活保護法の改正とあわせて「生活困窮者自立支援法」が制定され、2015年（平成27年）4月1日 に施行された。

## 法の構成
- 第一章 総則（第一条―第四条）
- 第二章 都道府県等による支援の実施（第五条―第十五条）
- 第三章 生活困窮者就労訓練事業の認定（第十六条）
- 第四章 雑則（第十七条―第二十六条）
- 第五章 罰則（第二十七条―第三十条）
- 附則

## 下位法令
- 生活困窮者自立支援法施行令（平成27年2月4日政令第40） e-Gov法令検索
- 生活困窮者自立支援法施行規則（平成27年2月4日厚生労働省令第16号） e-Gov法令検索

## 生活困窮者の定義
本法第3条において『この法律において「生活困窮者」とは、就労の状況、心身の状況、地域社会との関係性その他の事情により、現に経済的に困窮し、最低限度の生活を維持することができなくなるおそれのある者をいう。』としている。

## 議論と改正
2024年　住居確保支援、子供の貧困対策の充実等
政府は経済的に厳しい状況にある人の自立支援を強化する生活困窮者自立支援法などの改正案を2024年2月に閣議決定、4月に参院本会議で可決・成立した。一部を除き2025年４月１日施行予定。

## 支援事業のあらまし
支援事業の主体は、市（特別区を含む）及び福祉事務所を置く町村並びに都道府県である（4条、5条）。
- 必須事業[9]
  - 自立相談支援事業（3条2項、5条）
  - 住居確保給付金の支給（3条3項、6条）
- 任意事業[10]
  - 就労準備支援事業（3条4項、7条）
  - 一時生活支援事業（3条5項、7条）
  - 家計相談支援事業（3条6項、7条）
  - 生活困窮世帯の子どもの学習支援（7条）
- 就労訓練事業の認定（16条）

### 自立相談支援事業
就労の支援その他、自立に関する相談を受ける。また認定就労訓練事業の斡旋を行う。支援計画を記載した計画を作成する。

### 住居確保給付金の支給
経済的に困窮し住宅の所有権を失う、または賃貸住宅の家賃の支払いが困難になった者の住居の確保を支援する。申請日に65歳未満で公共職業安定所において就職の斡旋を受けていること、その他所得条件、資産条件を満たしていることを要する。

### 就労準備支援事業
雇用による就労が著しく困難な者に一定の期間に限り就労に必要な訓練を行う。申請日に65歳未満で所得基準、資産基準を満たしていること。

### 一時生活支援事業
一定の住居を持たない困窮者に対して宿泊場所の提供等を行う。収入条件、資産条件を満たしていること。

### 家計相談支援事業
生活困窮者の家計に関する問題につき相談を受ける。また支出の節約に関する指導、資金の貸付を行う。

### 生活困窮世帯の子どもの学習支援
生活困窮家庭の子供に対する学習支援や保護者への進学助言を実施し、世代間の貧困の連鎖を断ち切る。

### 就労訓練事業の認定
雇用による就業が困難な生活困窮者に対して就労の機会を提供し、また就労に必要な知識、能力の向上に必要な訓練、生活支援、健康管理の指導等を行う者を、都道府県知事が基準を満たしているかどうか判定し、就労訓練事業の認定または認定の取り消しを行う。